# Stilobezzia badia
Stilobezzia badia är en tvåvingeart som beskrevs av John William Scott Macfie 1932. Stilobezzia badia ingår i släktet Stilobezzia och familjen svidknott. Inga underarter finns listade i Catalogue of Life.